# Janusz (Jeżopole)
Janusz (do 31 grudnia 2006) – była część wsi Jeżopole w Polsce, położona w województwie łódzkim, w powiecie wieruszowskim, w gminie Lututów.
Nazwa z nadanym identyfikatorem SIMC występuje w zestawieniach archiwalnych TERYT z 1999 roku.
W latach 1975–1998 miejscowość należała administracyjnie do województwa sieradzkiego.